# شکسته‌بینی
شکسته‌بینی (نام علمی: Claorhynchus trihedrus) نام یک گونه از راسته پرنده‌کفلان است.